# پریسترونوپیگی
پریسترونوپیگی (به لاتین: Peristeronopigi) یک منطقهٔ مسکونی در قبرس است که در ناحیه غازی ماغوسا واقع شده‌است. پریسترونوپیگی ۸۶۰ نفر جمعیت دارد.